# 木辻遊廓

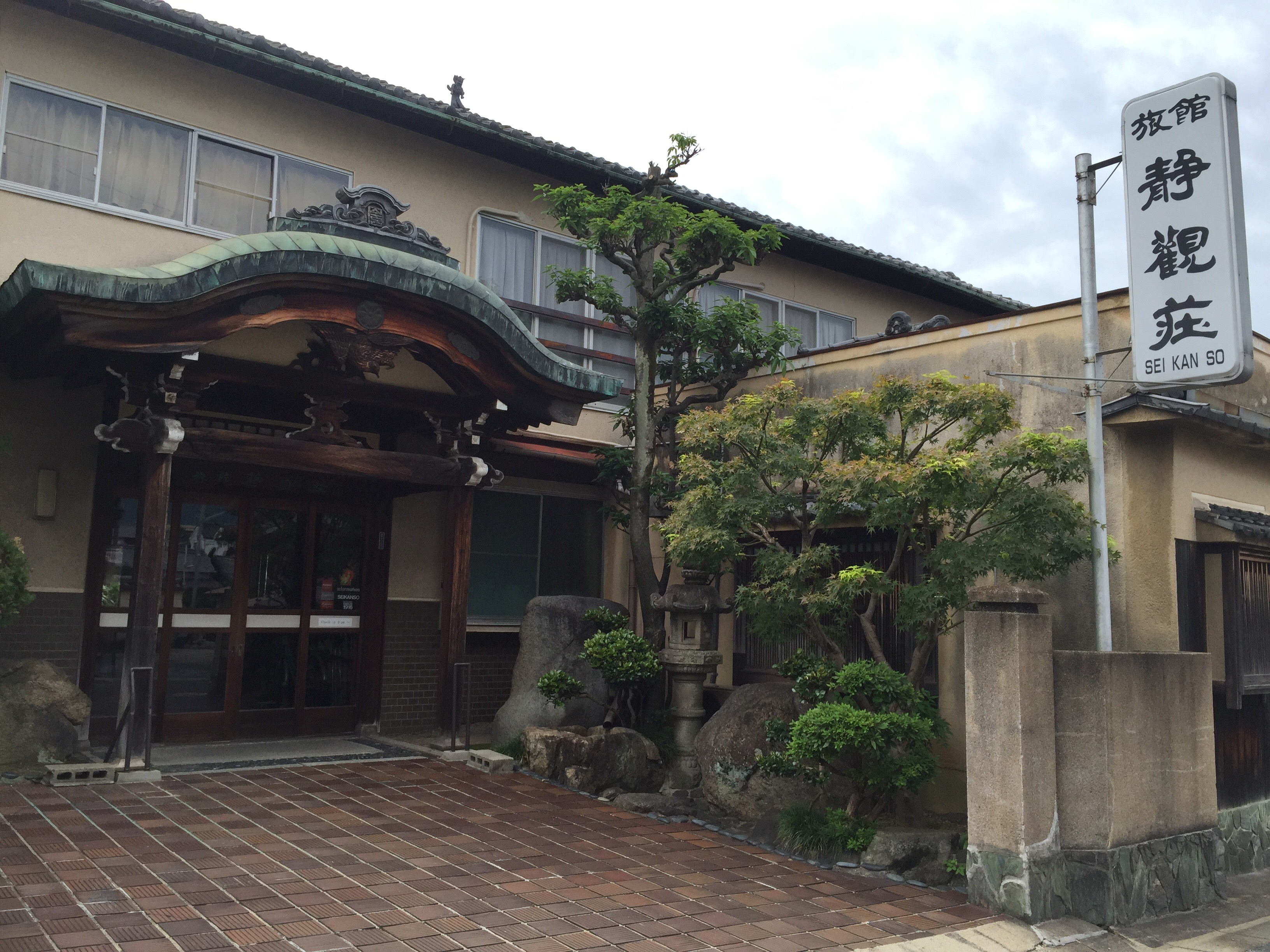
1916年（大正5年）に遊廓「本家岩谷楼」として建てられた旅館・静観荘。

木辻遊廓（きつじゆうかく）は、奈良県奈良市にあった遊廓である。現在の東木辻町・鳴川町・瓦堂町一帯に存在した。
もとは田園や竹林であったが、慶長・寛永の頃に茶店が2、3軒できて遊女を置いたのが始まりである。万治・寛文年間の禁止令で一度衰退したが、天和以降再び栄えた。

## 概要

### 近世
寛永年間、虎蔵、竹蔵と名乗る2人が、太夫万戸と語らい、遊里を始めたという。
明暦3年（1657年）、江戸に新吉原を開くにあたり、木辻の遊女を湯女としたとあり、当時にはすでに繁華であったとみられる。
寛文9年（1669年）4月23日、安右衛門の傾城さほの・もしほのが自害し、与力・同心・町代が検使に訪れている。同年閏10月12日には、やはり安右衛門の傾城のるすんが失踪し、彼の母の人遣いが悪いと奉行所に訴えている。翌10年12月1日には、平群郡福貴村又左衛門の息子勘兵衛が傾城葛城を連れ帰り在所で自害し、代官所の検使を受けている。
天和2年（1682年）刊行の西鶴の好色一代男には、「爰こそ名にふれし木辻町、北は鳴川と申して、おそらくよねの風俗都にはぢぬ撥音、竹隔子の内に面影見ずにはかへらまじ」と木辻の名が表れる。
貞享4年（1687年）の「奈良曝」では、「上郎町、町役廿軒、此町ニ上屋七軒、くつわ七軒有」とあり、揚屋の河内屋太郎介・山形屋太兵衛・綿屋長兵衛・同六介・越前屋七左衛門・三吉屋太右衛門、轡（遊女屋）の半四郎後家・上橋嘉兵衛・清兵衛後家・庄兵衛・三郎兵衛の名が記載されている。また、「八重桜」に遊女屋の絵が載せられている。
宝永年間の店舗数は、轡15軒、茶屋19軒。天保13年（1842年）、遊女屋から22人の酌女を郡山東岡町・洞泉寺町の煮売茶屋などに派遣していたが、天保の改革で禁止となった。

### 近代以降
1872年（明治5年）に芸娼妓解放令が布告されると一時的に廃業したが、後に置屋街として再興し、元林院町とともに栄え市内の旅館に芸妓や娼妓を派遣した。1879年（明治12年）には、貸座敷19軒、娼妓89人で、同13〜19年は貸座敷14〜23軒、娼妓112〜180人の規模であった。
1914年（大正3年）の大火事で往時の建物のほとんどが消失したが、以後も出桁造の置屋が建てられた。
1956年（昭和31年）1月27日、木辻瓦堂町のアパートから出火し、両隣の特殊飲食店に延焼。14人が死亡する火災となった。
1958年（昭和33年）3月15日、売春防止法に伴う赤線廃止により木辻町の置屋は廃業し、旅館や喫茶店、料亭などに転業した。

## 建築様式
この地の置屋は「木辻格子」と呼ばれる独特の格子を用いていた。1976年（昭和51年）時点では称念寺に記念の品として残されていたという。